# Roland Topor
Roland Topor (Paris, 7 de janeiro de 1938 — Paris, 16 de abril de 1997) foi um pintor, escritor e ator francês, conhecido pela natureza surrealista de seu trabalho. Ele era descendente de judeus poloneses que se refugiaram na França fugindo do nazismo.

## Literatura
A obra literária mais famosa de Topor é o romance "O Inquilino" ("Le Locataire Chimérique"), publicado pela primeira vez em 1964. O livro conta a história de um parisiense, descendente de polacos, que aluga um apartamento e começa a ter problemas depois da mudança. O livro explora os temas da alienação e identidade, e faz perguntas perturbadoras sobre como definimos quem somos.
O livro foi adaptado na forma de filme pelo diretor polaco Roman Polanski, em 1976.

## Cinema
Roland Topor trabalhou em diversos filmes de animação, em parceria com o diretor francês Rene Laloux. O primeiro curta da dupla foi "Les Temps Morts", de 1964, seguido por "Les Escargots", em 1965.
Seu trabalho mais famoso foi o longa-metragem "La Planète Sauvage", de 1973. O filme mostra um planeta habitado por gigantescos humanóides azuis que têm seres humanos como animais de estimação - história adaptada de um romance do escritor francês Stefan Wul. Topor fez o design do filme, considerado até hoje como o único longa-metragem de animação feito com essa técnica de recortes.
Topor também trabalhou no cinema, mas como ator. Seu papel mais conhecido é o de Renfield no filme Nosferatu: Phantom der Nacht, de Werner Herzog, em 1976.

## Cronologia
- 1938 - Nasce a 7 de Janeiro em Paris, França.
- 1962 - Cria o Mouvement Panique com Alejandro Jodorowsky e Fernando Arrabal.
- 1961 a 1965 - Contibui para a revista francesa Hara Kiri.
- 1971 - Cria os desenhos da introdução do filme Viva La Muerte, de Arrabal.
- 1973 - Cria o design do filme Planéte Sauvage, de René Laloux.
- 1976 - Roman Polanski dirige a versão cinematográfica do romance "O Inquilino".
- 1979 - Faz o papel de Renfield no filme Nosferatu de Werner Herzog.
- 1983 - Cria a popular série de TV francea Téléchat, com Henri Xhonneux, uma paródia de telejornal apresentado por marionetes.
- 1997 - Morre a 16 de Abril, em Paris, vítima de uma hemorragia cerebral.